# كارستن ينسن
كارستن جنسن (بالدنماركية: Carsten Jensen)‏ هو صحفي ومؤلف دنماركي، ولد في 24 يوليو 1952 في Marstal Municipality ‏ في الدنمارك.

## وصلات خارجية
- كارستن جنسن على موقع IMDb (الإنجليزية)